# Flensborg Sinus
Il Flensborg Sinus è una struttura geologica della superficie di Titano.